# Università di arti liberali
Una università di arti liberali è una classificazione presente nell'ordinamento d'istruzione superiore degli Stati Uniti d'America; a tale categoria appartengono università e college la cui formazione è orientata verso le arti liberali.

## Descrizione
Nei piani di studio di queste università si privilegiano le discipline umanistiche, le scienze umane, il diritto, l'economia, la medicina, la biologia e la matematica. Negli USA sono presenti almeno 240 università di arti liberali.
Alcuni tra i più prestigiosi atenei e college inglesi, in un precorso di continuità storica con la propria vocazione umanistica, introdotto selettivi programmi di Arti Liberali nel proprio curriculum. University College (Londra) offre un ‘Bachelor’s Degree in Arts and Sciences (BASc)’, mentre il rivale King's College (Londra) offre un ‘Bachelor of Liberal Arts (BA or A.L.B)’. Simili programmi prevedono la scelta, da parte dello studente, di un Major e di un Minor tra le materie offerte (es. Scienza Politica e Filosofia, Lettere e Storia, Teologia e Musica), prevedendo moduli e corsi incentrati su interdisciplinarità e ricerca.

## Istituti fuori dagli Stati Uniti d'America
Vi sono università di arti liberali anche al di fuori degli Stati Uniti d'America, e di norma i loro piani di studio sono riconosciuti sia dagli Stati Uniti sia dal paese ospitante. Tra questi atenei si annoverano l'Università Americana del Cairo, in Egitto, e il Franklin College Switzerland situato a Lugano, in Svizzera. In Italia sono presenti due università di arti liberali, ambedue a Roma. Si tratta della John Cabot University e dell'American University of Rome.